# Epiptyxis plebeja
Epiptyxis plebeja är en insektsart som beskrevs av Gerstaecker 1895. Epiptyxis plebeja ingår i släktet Epiptyxis och familjen Lophopidae. Inga underarter finns listade i Catalogue of Life.